# Guerre di Frontiera del Capo
Le guerre di Frontiera del Capo (Cape Frontier Wars in inglese) sono state una serie di scontri intermittenti fra i coloni olandesi della Colonia del Capo e il popolo Xhosa, avvenuti fra il 1779 e il 1879.

## Storia
I primi scontri furono causati dall'espansione verso est dei coloni boeri della Colonia, che incontrarono presso il Fish River l'opposizione degli indigeni. In seguito, quando la Colonia passò sotto il controllo britannico, all'inizio del XIX secolo, l'espansione verso oriente acquisì un nuovo significato nel contesto della politica imperialista britannica nell'Africa meridionale.
Sebbene il confine orientale della Colonia sia stato di scontri pressoché continui per tutto il periodo, vengono generalmente identificati nove conflitti principali:
- Prima Guerra di Frontiera del Capo, 1779
- Seconda Guerra di Frontiera del Capo, 1793
- Terza Guerra di Frontiera del Capo, 1799-1801
- Quarta Guerra di Frontiera del Capo, 1811
- Quinta Guerra di Frontiera del Capo, 1818-1819
- Sesta Guerra di Frontiera del Capo, 1834-1836
- Settima Guerra di Frontiera del Capo, 1846
- Ottava Guerra di Frontiera del Capo, 1851-1853
- Nona Guerra di Frontiera del Capo, 1877-1878